# Louis-Joseph Lemieux
Pour les articles homonymes, voir Lemieux.
Louis-Joseph Lemieux, (12 avril 1869 dans la paroisse Notre-Dame de Montréal, Canada - 10 décembre 1952 à Montréal, Canada), est un médecin et un homme politique québécois.
Il a été député de la circonscription de Gaspé pour le Parti libéral de 1904 à 1910.

## Biographie
Louis-Joseph Lemieux fait ses études classiques au Collège Sainte-Marie à Montréal et obtient son diplôme de médecin de l'Université Laval à Montréal en 1893. La même année, il quitte le Québec pour aller vivre à Portland en Oregon aux États-Unis, où il pratique la médecine et enseigna l'histoire de sa profession à l'Université d'État de l'Oregon. De retour à Montréal en 1896, il travaille comme médecin consultant pour diverses compagnies de chemin de fer, de même que pour l'Hôpital Notre-Dame. Il suivit un stage de perfectionnement à Paris en 1903, et il reveint au Québec pour se présenter aux élections de 1904 dans la circonscription de Gaspé, où il fut élu sans opposition. Il sera réélu, encore sans opposition, en 1908.
Il est nommé professeur agrégé à l'Université Laval à Montréal en 1909. Il y enseignera à nouveau l'histoire de la médecine, jusqu'à sa nomination comme shérif du district de Montréal, le 15 janvier 1910. Il exerça ses fonctions jusqu'en 1925, avant d'être nommé agent général de la province de Québec en Angleterre. Il occupera ce poste de 1925 à 1936.
Louis-Joseph Lemieux est le frère de Gustave Lemieux, également député de Gaspé, de 1912 à 1931, et du sénateur Rodolphe Lemieux. Il est également le beau-frère d'Athanase David, de par son mariage à Alice-Henriette David, sa sœur.